# Gibson ES-137
Gibson ES-137 je kytara vyráběná ve firmě Gibson Guitar Corporation. Jedná se o celkem nový model kytary, i když je podobná kytarám z padesátých let 20. století. Kytara se vyráběla v letech 2002 až 2013. Má relativně moderní a nový design v sérii oproti ostatním ze série Gibson ES jako Gibson často mívá.
Gibson tvrdí, že ES-137 je kombinací jednovýřezových semiakustických kytar se zvukem Gibson Les Paul. Toho je dosaženo speciálníma snímačema a ostatními vlastnostmi modelu Les Paul.